# New York Liberty 1999
La stagione 1999 delle New York Liberty fu la 3ª nella WNBA per la franchigia.
Le New York Liberty vinsero la Eastern Conference con un record di 18-14. Nei play-off vinsero la finale di conference con le Charlotte Sting (2-1), perdendo poi la finale WNBA con le Houston Comets (2-1).

## Roster
| N° | Naz.                   | Ruolo | Sportivo            | Anno | Alt. | Peso |
| -- | ---------------------- | ----- | ------------------- | ---- | ---- | ---- |
| 3  | Stati Uniti (bandiera) | A     | Crystal Robinson    | 1974 | 180  | 70   |
| 4  | Stati Uniti (bandiera) | G     | Coquese Washington  | 1971 | 168  | 63   |
| 5  | Stati Uniti (bandiera) | C     | Venus Lacy          | 1967 | 191  | 106  |
| 11 | Stati Uniti (bandiera) | G     | Teresa Weatherspoon | 1965 | 173  | 73   |
| 13 | Stati Uniti (bandiera) | G     | Sophia Witherspoon  | 1969 | 178  | 66   |
| 23 | Stati Uniti (bandiera) | A     | Sue Wicks           | 1966 | 191  | 79   |
| 25 | Stati Uniti (bandiera) | G     | Becky Hammon        | 1977 | 168  | 61   |
| 31 | Stati Uniti (bandiera) | C     | Michele Van Gorp    | 1977 | 198  | 85   |
| 34 | Stati Uniti (bandiera) | C     | Kym Hampton         | 1963 | 188  | 95   |
| 44 | Stati Uniti (bandiera) | C     | Tamika Whitmore     | 1977 | 188  | 86   |
| 50 | Stati Uniti (bandiera) | C     | Rebecca Lobo        | 1973 | 193  | 84   |
| 55 | Stati Uniti (bandiera) | A     | Vickie Johnson      | 1972 | 175  | 68   |

## Staff tecnico
- Allenatore: Richie Adubato
- Vice-allenatori: Pat Coyle, Jeff House